# Tournoi pré-olympique de l'OFC 1988
Navigation
Barcelone 1992
Le tournoi pré-olympique de l'OFC 1988 a eu pour but de désigner la nation qualifiée au sein de la zone Océanie pour participer au tournoi final de football, disputé lors des Jeux olympiques de Séoul en 1988,,.
Le tournoi pré-olympique océanien a été disputé entre le 7 novembre 1987 et le 27 mars 1988 en deux rondes. Un premier tour réunit les 6 participants, répartis en deux groupes de trois équipes, au sein d'une compétition en matches aller et retour au terme duquel les deux équipes les mieux placées de chaque groupe se sont placées pour le second tour. La troisième place qualificative s'est disputée entre les deuxièmes de chaque poule à l'occasion d'un barrage unique. Les trois nations qualifiées ont ainsi rejoint Israël pour jouer un tour final en une poule organisé en Australie et en Nouvelle-Zélande et dont le vainqueur participe à la phase finale des Jeux olympiques d'été de 1988. Au terme de cette phase éliminatoire, l'Australie a gagné le droit de disputer le tournoi olympique. La Papouasie-Nouvelle-Guinée et les Fidji ont en définitive renoncé à participer.

## Pays qualifiés
| Dates                              | Lieu                       | Places | Qualifiés |
| ---------------------------------- | -------------------------- | ------ | --------- |
| du 7 novembre 1987 au 27 mars 1988 | Australie Nouvelle-Zélande | 1      | Australie |

## Format des qualifications
Dans le système à élimination directe avec des matches aller et retour, en cas d'égalité parfaite au score cumulé des deux rencontres, les mesures suivantes sont d'application :

- Organisation de prolongations et, au besoin, d'une séance de tirs au but, si les deux équipes sont toujours à égalité au terme des prolongations, et
- La règle des buts marqués à l'extérieur est en vigueur.

Dans les phases de qualification en groupe disputées selon le système de championnat, en cas d’égalité de points de plusieurs équipes à l'issue de la dernière journée, les critères suivants sont appliqués dans l'ordre indiqué pour établir leur classement :

- Meilleure différence de buts,
- Plus grand nombre de buts marqués.

## Villes et stades
Le tournoi a été disputé en Australie et en Nouvelle-Zélande du 6 au 27 mars 1988.
| \| Adélaïde Melbourne Sydney \| |
| Adélaïde Melbourne Sydney       |

| Adélaïde Melbourne Sydney |

| \| Christchurch Wellington Auckland \| |
| Christchurch Wellington Auckland       |

| Christchurch Wellington Auckland |

## Résultats des qualifications

### Premier tour

#### Groupe 1
| Rang | Équipe                    | Pts     | J       | G       | N       | P       | Bp      | Bc      | Diff    |  | Résultats (▼ dom., ► ext.) |     |     |
| ---- | ------------------------- | ------- | ------- | ------- | ------- | ------- | ------- | ------- | ------- |  | -------------------------- | --- | --- |
| 1    | Australie                 | 4       | 2       | 2       | 0       | 0       | 6       | 0       | +6      |  | Australie                  |     | 3-0 |
| 2    | Taipei chinois            | 0       | 2       | 0       | 0       | 0       | 0       | 6       | -6      |  | Taipei chinois             | 0-3 |     |
| -    | Papouasie-Nouvelle-Guinée | Forfait | Forfait | Forfait | Forfait | Forfait | Forfait | Forfait | Forfait |  |                            |     |     |

#### Détail des rencontres
| 15 novembre 1987 | Taipei chinois | 0 - 3 | Australie                   | Banqiao Stadium (en) Taipei, Taïwan |                         |
|                  |                | (0 - 1) | Arnold 21e 50e · Farina 53e | Arbitrage : Chi Sing Au             | Arbitrage : Chi Sing Au |
|                  | Rapport        | |                             | Arbitrage : Chi Sing Au             | Arbitrage : Chi Sing Au |
|                  | Équipes        | Olver - Yankos, Savor (en), McDowall (en), Dunn (en), Jennings (en) ( de Marigny (en)) - Odžakov (en) ( Crino (en)), Wade - Arnold, Ollerenshaw, Farina |                             | Arbitrage : Chi Sing Au             | Arbitrage : Chi Sing Au |

| 26 février 1988                                                                                                 | Australie                 | 3 - 0 | Taipei chinois | Bruce Stadium Canberra, Australie              |                                                |
| | Arnold 36e 72e · Farina ? | (1 - 0) |                | Spectateurs : 2 500 Arbitrage : Gopalan Khanna | Spectateurs : 2 500 Arbitrage : Gopalan Khanna |
| | Rapport                   | |                | Spectateurs : 2 500 Arbitrage : Gopalan Khanna | Spectateurs : 2 500 Arbitrage : Gopalan Khanna |
| Olver - Savor (en), Yankos, McDowall (en), Davidson - Petersen (en), Crino (en), Wade - Farina, Arnold, Kosmina | Équipes                   | Huang Kuo-feng - Wu Kuo-ming, Ching Lin-chin, Ko Chin-sheng, Chien I-shiu - Chen Sing-an (en), Lin Chih-hong, Liu Jung-tsung, Wang Chun-lung - Wang Yi-wen, Lin Wu |                | Spectateurs : 2 500 Arbitrage : Gopalan Khanna | Spectateurs : 2 500 Arbitrage : Gopalan Khanna |

#### Groupe 2
| Rang | Équipe             | Pts     | J       | G       | N       | P       | Bp      | Bc      | Diff    |  | Résultats (▼ dom., ► ext.) |     |      |
| ---- | ------------------ | ------- | ------- | ------- | ------- | ------- | ------- | ------- | ------- |  | -------------------------- | --- | ---- |
| 1    | Nouvelle-Zélande   | 4       | 2       | 2       | 0       | 0       | 19      | 0       | +19     |  | Nouvelle-Zélande           |     | 12-0 |
| 2    | Samoa occidentales | 0       | 2       | 0       | 0       | 0       | 0       | 19      | -19     |  | Samoa occidentales         | 0-7 |      |
| -    | Fidji              | Forfait | Forfait | Forfait | Forfait | Forfait | Forfait | Forfait | Forfait |  |                            |     |      |

#### Détail des rencontres
| 7 novembre 1987 | Samoa occidentales | 0 - 7 | Nouvelle-Zélande                                                                                            | Apia Park Apia, Samoa                           |                                                 |
| |                    | (0 - 2) | Halford (en) 7e · McGarry (en) 35e · Halligan (en) 64e · Ironside (en) 65e 83e 85e (pen.) · Deeley (en) 76e | Spectateurs : 2 500 Arbitrage : Chris Bambridge | Spectateurs : 2 500 Arbitrage : Chris Bambridge |
| Petana - Talapusi , Etuale, Sofara, Mano - Umutaua, Slade, Faogali, Ah Tune ( 76e Epa) - Patu ( 52e Talaapitaga), Mara | Équipes            | Gosling - Herbert, Evans, Dunford (en) - Cresswell, McGarry (en) ( 46e Barkley (en)), Halligan (en), Edge (en), Halford (en) - de Jong (en) ( 64e Ironside (en)), Deeley (en) | | Spectateurs : 2 500 Arbitrage : Chris Bambridge | Spectateurs : 2 500 Arbitrage : Chris Bambridge |

| 13 novembre 1987 | Nouvelle-Zélande | 12 - 0 | Samoa occidentales | Western Springs Stadium Auckland, Nouvelle-Zélande    |                                                       |
| | McGarry (en) 2e (pen.) 17e 37e · Hagan (en) 22e (pen.) 35e 43e 73e · Halford (en) 27e · Deeley (en) 45+4e (pen.) 62e 71e · Barkley (en) 76e (pen.) | (8 - 0) |                    | Spectateurs : 1 200 Arbitrage : Hari Raj Naicker (hu) | Spectateurs : 1 200 Arbitrage : Hari Raj Naicker (hu) |
| Gosling - Mulligan (en), Evans, Dunford (en) - Cresswell, McGarry (en) ( 71e Barkley (en)), Halligan (en), Edge (en), Halford (en) - Hagan (en), Deeley (en) ( 71e de Jong (en)) | Équipes | Petana - Talapusi, Etuale, Sofara, Faogali - Soata Utai ( 55e Kwan), Mano, Siilata ( 27e Ah Tune) - Patu, Slade, Malo Vaga |                    | Spectateurs : 1 200 Arbitrage : Hari Raj Naicker (hu) | Spectateurs : 1 200 Arbitrage : Hari Raj Naicker (hu) |

#### Barrage
| Équipe 1       | Résultat | Équipe 2           |
| -------------- | -------- | ------------------ |
| Taipei chinois | 5 - 0    | Samoa occidentales |

#### Détail de la rencontre
| 2 mars 1988 | Taipei chinois                              | 5 - 0   | Samoa occidentales | St George Stadium (en) Sydney, Australie |                   |
|             | Miao Chin-chung · Pan Yung-i · Chien I-shiu | (? - ?) |                    | Spectateurs : 550                        | Spectateurs : 550 |
|             | Rapport                                     |         |                    | Spectateurs : 550                        | Spectateurs : 550 |

### Tournoi final
| Rang | Équipe           | Pts | J | G | N | P | Bp | Bc | Diff |  | Résultats (▼ dom., ► ext.) |     |     |     |     |
| ---- | ---------------- | --- | - | - | - | - | -- | -- | ---- |  | -------------------------- | --- | --- | --- | --- |
| 1    | Australie        | 10  | 6 | 4 | 2 | 0 | 12 | 4  | +8   |  | Australie                  |     | 2-0 | 3-1 | 3-2 |
| 2    | Israël           | 9   | 6 | 4 | 1 | 1 | 17 | 3  | +14  |  | Israël                     | 0-0 |     | 2-0 | 5-1 |
| 3    | Nouvelle-Zélande | 5   | 6 | 2 | 1 | 3 | 5  | 7  | -2   |  | Nouvelle-Zélande           | 1-1 | 0-1 |     | 2-0 |
| 4    | Taipei chinois   | 0   | 6 | 0 | 0 | 6 | 3  | 23 | -20  |  | Taipei chinois             | 0-3 | 0-9 | 0-1 |     |

#### Détail des rencontres
| 1ère journée | Taipei chinois | 0 - 1   | Nouvelle-Zélande | Olympic Park Stadium Melbourne, Australie |                           |
| 6 mars 1988  | | (0 - 0) | Barkley (en) 84e | Arbitrage : Shizuo Takada                 | Arbitrage : Shizuo Takada |
| 6 mars 1988  | Rapport |         | | Arbitrage : Shizuo Takada                 | Arbitrage : Shizuo Takada |
| 6 mars 1988  | Huang Kuo-feng - Liu Jung-tsung ( Liu Yie-cheng), Chiu Yu-chan, Hou Chih-ming, Wu Kuo-ming - Lin Chih-hong, Ko Chin-sheng, Wu Chao-hsing ( 58e Miao Chin-chung), Pan Yung-i - Chien I-shiu, Chen Sing-an (en) | Équipes | Gosling - Mulligan (en), Herbert , Ironside (en) - Cole, McGarry (en), Turner, Edge (en), Halligan (en) - Walker (en) ( 84e Barkley (en)), de Jong (en) ( 64e Nixon (en)) | Arbitrage : Shizuo Takada                 | Arbitrage : Shizuo Takada |

| 6 mars 1988 | Australie                        | 2 - 0 | Israël | Olympic Park Stadium Melbourne, Australie         |                                                   |
| | Yankos 71e (pen.) · Farina 90+1e | (0 - 0) |        | Spectateurs : 9 518 Arbitrage : Hernán Silva Arce | Spectateurs : 9 518 Arbitrage : Hernán Silva Arce |
| | Rapport 1 Rapport 2              | |        | Spectateurs : 9 518 Arbitrage : Hernán Silva Arce | Spectateurs : 9 518 Arbitrage : Hernán Silva Arce |
| Olver - Savor (en), Yankos, McDowall (en), Davidson - Petersen (en), Crino (en), Wade - Farina, Arnold, Kosmina | Équipes                          | Ginzburg - Avi Cohen II (en), Avi Cohen I , Alon, Shimonov (he) - Cohen (he), Malmilian (en) ( 65e Ivanir (en) 85e), Klinger, Brailovsky (en) - Driks (en), Rosenthal |        | Spectateurs : 9 518 Arbitrage : Hernán Silva Arce | Spectateurs : 9 518 Arbitrage : Hernán Silva Arce |

| 2ème journée | Israël | 2 - 0   | Nouvelle-Zélande | Hindmarsh Stadium Adélaïde, Australie       |                                             |
| 9 mars 1988  | Cohen (he) 17e · Ivanir (en) 55e | (1 - 0) | | Spectateurs : 7 000 Arbitrage : Alan Snoddy | Spectateurs : 7 000 Arbitrage : Alan Snoddy |
| 9 mars 1988  | Rapport 1 Rapport 2 |         | | Spectateurs : 7 000 Arbitrage : Alan Snoddy | Spectateurs : 7 000 Arbitrage : Alan Snoddy |
| 9 mars 1988  | Ginzburg - Avi Cohen II (en), Avi Cohen I , Alon - Cohen (he), Malmilian (en), Klinger, Ivanir (en) ( 82e Shimonov (he)), Ovadia, Brailovsky (en) - Rosenthal ( 88e Levin (en)) | Équipes | Gosling - Mulligan (en), Herbert, Evans 58e - Cole, Halligan (en), Turner ( 13e de Jong (en)), Ironside (en), Edge (en) ( 46e Halford (en)), McGarry (en) - Walker (en) | Spectateurs : 7 000 Arbitrage : Alan Snoddy | Spectateurs : 7 000 Arbitrage : Alan Snoddy |

| 9 mars 1988 | Australie                                | 3 - 2 | Taipei chinois                     | Hindmarsh Stadium Adélaïde, Australie         |                                               |
| | Tobin 21e · Crino (en) 61e · Patikas 88e | (1 - 1) | Chan Hin-wu 18e · Chien I-shiu 87e | Spectateurs : 7 000 Arbitrage : Shizuo Takada | Spectateurs : 7 000 Arbitrage : Shizuo Takada |
| | Rapport                                  | |                                    | Spectateurs : 7 000 Arbitrage : Shizuo Takada | Spectateurs : 7 000 Arbitrage : Shizuo Takada |
| Gibson (en) - Davidson, Koczka (en), Hunter (en) - Petersen (en) ( 46e Wade), Tobin, Crino (en), McCulloch (en) - Ollerenshaw ( 86e Farina), Patikas, Kosmina | Équipes                                  | Huang Kuo-feng - Chan Hin-wu, Hou Chi-ming, Wu Kuo-ming, ? - Lin Chih-hong, Wu Chao-hsing, ?, ? - Liu Yie-cheng, Chien I-shiu |                                    | Spectateurs : 7 000 Arbitrage : Shizuo Takada | Spectateurs : 7 000 Arbitrage : Shizuo Takada |

| 3ème journée | Israël | 5 - 1   | Taipei chinois | Sydney Football Stadium Sydney, Australie    |                                              |
| 13 mars 1988 | Brailovsky (en) 7e 79e · Malmilian (en) 14e 72e · Levin (en) 28e | (3 - 0) | Chen Sing-an (en) 64e | Spectateurs : 10 498 Arbitrage : Alan Snoddy | Spectateurs : 10 498 Arbitrage : Alan Snoddy |
| 13 mars 1988 | Rapport |         | | Spectateurs : 10 498 Arbitrage : Alan Snoddy | Spectateurs : 10 498 Arbitrage : Alan Snoddy |
| 13 mars 1988 | Ginzburg - Avi Cohen II (en), Avi Cohen I , Alon - Klinger, Cohen (he), Ivanir (en) ( 63e Parselani (he)), Malmilian (en), Ovadia, Brailovsky (en) - Levin (en) ( 63e Driks (en)) | Équipes | Huang Kuo-feng - Liu Jung-tsung, Wu Kuo-ming, Ko Chin-sheng, Hou Chi-ming - Wu Chao-hsing, Miao Chin-chung, Pan Yung-i, Chien I-shiu - Chen Sing-an (en), Liu Yie-cheng | Spectateurs : 10 498 Arbitrage : Alan Snoddy | Spectateurs : 10 498 Arbitrage : Alan Snoddy |

| 13 mars 1988 | Australie                                 | 3 - 1 | Nouvelle-Zélande | Sydney Football Stadium Sydney, Australie          |                                                    |
| | Patikas 40e · Crino (en) 60e · Farina 64e | (1 - 0) | McGarry (en) 56e | Spectateurs : 10 498 Arbitrage : Hernán Silva Arce | Spectateurs : 10 498 Arbitrage : Hernán Silva Arce |
| | Rapport                                   | |                  | Spectateurs : 10 498 Arbitrage : Hernán Silva Arce | Spectateurs : 10 498 Arbitrage : Hernán Silva Arce |
| Olver - Savor (en), Yankos, McDowall (en) - Tobin ( 56e Jennings (en)), Wade, Patikas ( 75e Ollerenshaw), Crino (en) - Arnold, Farina, Kosmina | Équipes                                   | Gosling - Mulligan (en) , Herbert, Evans - Cole, Halford (en), Halligan (en), McGarry (en), Ironside (en) - Nixon (en) ( 75e Walker (en)), Edge (en) ( 80e Barkley (en)) |                  | Spectateurs : 10 498 Arbitrage : Hernán Silva Arce | Spectateurs : 10 498 Arbitrage : Hernán Silva Arce |

| 4ème journée | Israël | 0 - 0   | Australie | Queen Elizabeth II Park Christchurch, Nouvelle-Zélande |                                                |
| 20 mars 1988 | | (0 - 0) | | Spectateurs : 1 000 Arbitrage : Georges Sandoz         | Spectateurs : 1 000 Arbitrage : Georges Sandoz |
| 20 mars 1988 | Rapport 1 Rapport 2 |         | | Spectateurs : 1 000 Arbitrage : Georges Sandoz         | Spectateurs : 1 000 Arbitrage : Georges Sandoz |
| 20 mars 1988 | Ginzburg - Avi Cohen II (en), Avi Cohen I , Alon, Parselani (he) 13e ( 67e Levin (en) 89e) - Cohen (he) 55e, Malmilian (en), Klinger, Ovadia 65e, Brailovsky (en) - Rosenthal | Équipes | Olver - Yankos 8e, McDowall (en) 60e, Savor (en) 90e, Jennings (en) - Wade, Crino (en) 74e, Arnold - Farina ( 70e Petersen (en)), Mitchell, Kosmina ( 85e Patikas) | Spectateurs : 1 000 Arbitrage : Georges Sandoz         | Spectateurs : 1 000 Arbitrage : Georges Sandoz |

| 20 mars 1988 | Nouvelle-Zélande                      | 2 - 0 | Taipei chinois | Queen Elizabeth II Park Christchurch, Nouvelle-Zélande |                        |
| | McGarry (en) 27e · Halford (en) 90+5e | (1 - 0) |                | Arbitrage : David Syme                                 | Arbitrage : David Syme |
| | Rapport                               | |                | Arbitrage : David Syme                                 | Arbitrage : David Syme |
| Gosling - Mulligan (en), Evans , Herbert - Cole, McGarry (en), Halligan (en), Ironside (en) ( 75e de Jong (en)) - Edge (en), Little (en) ( 46e Halford (en)), Hanson (en) | Équipes                               | Huang Kuo-feng - Liu Jung-tsung ( 25e Liu Yie-cheng), Pan Yung-i, Chiu Yu-chan, Hou Chih-ming - Chen Sing-an (en), Wu Kuo-ming ( 78e Wu Chao-hsing), Ko Chin-sheng, Lin Chih-hong - Chien I-shiu, Miao Chin-chung |                | Arbitrage : David Syme                                 | Arbitrage : David Syme |

| 5ème journée | Taipei chinois | 0 - 9   | Israël | Athletic Park Wellington, Nouvelle-Zélande       |                                                  |
| 23 mars 1988 | | (0 - 2) | Rosenthal 32e · Cohen (he) 43e · Malmilian (en) 50e (pen.) · Levin (en) 58e 60e 66e · Tikva 64e 82e 87e                                                                          | Spectateurs : 400 Arbitrage : Berny Ulloa Morera | Spectateurs : 400 Arbitrage : Berny Ulloa Morera |
| 23 mars 1988 | Rapport 1 Rapport 2 |         | | Spectateurs : 400 Arbitrage : Berny Ulloa Morera | Spectateurs : 400 Arbitrage : Berny Ulloa Morera |
| 23 mars 1988 | Huang Kuo-feng - Chiu Yu-chan, Ko Chin-sheng, Hou Chih-ming, Wu Chao-hsing - Miao Chin-chung, Lin Chih-hong, Chien I-shiu, Wang Yi-wen - Chen Sing-an (en), Liu Yie-cheng 67e | Équipes | Ginzburg - Avi Cohen II (en), Avi Cohen I , Alon - Klinger, Cohen (he) ( 71e Davidi (en) 71e), Ivanir (en), Malmilian (en), Brailovsky (en) ( 46e Tikva) - Levin (en), Rosenthal | Spectateurs : 400 Arbitrage : Berny Ulloa Morera | Spectateurs : 400 Arbitrage : Berny Ulloa Morera |

| 23 mars 1988 | Nouvelle-Zélande        | 1 - 1 | Australie  | Athletic Park Wellington, Nouvelle-Zélande |                            |
| | McGarry (en) 12e (pen.) | (1 - 0) | Farina 74e | Arbitrage : Georges Sandoz                 | Arbitrage : Georges Sandoz |
| Gosling - Turner, Herbert, Evans, Dunford (en) ( 61e Nixon (en)) - Halford (en), Halligan (en), Ironside (en), Cole, McGarry (en) - de Jong (en) | Équipes                 | Olver - Savor (en), Yankos, Hunter (en) - Wade, Jennings (en), Crino (en), Arnold ( 56e Patikas), Petersen (en) - Mitchell, Kosmina ( 67e Farina) |            | Arbitrage : Georges Sandoz                 | Arbitrage : Georges Sandoz |

| 6ème journée | Nouvelle-Zélande | 0 - 1   | Israël | Eden Park Auckland, Nouvelle-Zélande               |                                                    |
| 27 mars 1988 | | (0 - 1) | Levin (en) 5e | Spectateurs : 1 000 Arbitrage : Berny Ulloa Morera | Spectateurs : 1 000 Arbitrage : Berny Ulloa Morera |
| 27 mars 1988 | Rapport |         | | Spectateurs : 1 000 Arbitrage : Berny Ulloa Morera | Spectateurs : 1 000 Arbitrage : Berny Ulloa Morera |
| 27 mars 1988 | Gosling - Zoricich, Evans , Ironside (en), Herbert - Halford (en), Halligan (en), Turner ( 69e Mulligan (en)), Cole ( 61e Edge (en)), McGarry (en) - Barkley (en) | Équipes | Ginzburg - Avi Cohen II (en), Avi Cohen I 52e ( 65e Shimonov (he)), Parselani (he), Alon - Cohen (he), Malmilian (en), Klinger, Ivanir (en) 1e - Levin (en), Rosenthal ( 55e Tikva) | Spectateurs : 1 000 Arbitrage : Berny Ulloa Morera | Spectateurs : 1 000 Arbitrage : Berny Ulloa Morera |

| 27 mars 1988 | Taipei chinois | 0 - 3 | Australie                         | Eden Park Auckland, Nouvelle-Zélande |                        |
|              |                | (0 - 2) | Arnold 2e · Farina 19e · Wade 77e | Arbitrage : David Syme               | Arbitrage : David Syme |
|              | Équipes        | Olver - Savor (en), Yankos, Tobin, Jennings (en) - Wade, Petersen (en) ( McCulloch (en)), Farina, Crino (en) - Arnold ( Ollerenshaw), Kosmina |                                   | Arbitrage : David Syme               | Arbitrage : David Syme |